# Un hombre que duerme
Un hombre que duerme (en francés, Un homme qui dort) es la segunda novela editada del escritor francés Georges Perec, publicada en 1967 en la colección «Les Lettres Nouvelles» de Éditions Denoël. En castellano fue publicada por primera vez en 1990, en la colección «Panorama de narrativas» de Editorial Anagrama, con traducción de Eugenia Russek-Gérardin. Más tarde, en 2009, fue reeditada por la Editorial Impedimenta, con una nueva traducción de Mercedes Cebrián, ayudada por Benoît Delbecq, François Depersin, Azucena López Cobo y Daniel Samoilovich, algunos de los cuales ya habían colaborado con Cebrián el año anterior para la traducción de Lo infraordinario.
Esta novela está dedicada a Paulette, esposa del escritor, y a la memoria de una persona bajo las iniciales J. P.

## Estructura
La novela inicia con un epígrafe del escritor Franz Kafka de su obra Consideraciones acerca del pecado, el dolor, la esperanza y el camino verdadero, que invitan a la pasividad e inactividad, por las que se obtendrá una recompensa:

«El mundo llegará a ti para hacerse desenmascarar, no puede dejar de hacerlo, se prosternará extático a tus pies».
Franz Kafka

La novela se divide en dieciséis secciones breves sin título ni enumeración. Está narrada por un sujeto anónimo, en tiempo presente y en segunda persona singular. A lo largo de la descripción de las acciones o inacción del protagonista, se intercalan algunos sueños del personaje.

## Argumento
Un joven de 25 años de edad pierde un día el interés por sus estudios de sociología, su vida social, el mundo exterior, y permanece sin pensar ni hacer nada en su minúscula buhardilla en la rue Saint-Honoré de París, durmiendo durante el día, y sólo saliendo a vagar por la ciudad por las noches.
Va de visita a casa de sus padres, en un campo cerca de Auxerre. Casi no habla con ellos, no anhela nada, cree haber ya recorrido los repetidos caminos de la vida que todos esperan de uno. De regreso en París, comienza a perder la noción del tiempo y a sentirse cómodo en su equilibrada inacción. Continúa vagando, aprende a volverse invisible, a dejar de juzgar los objetos y las comidas, descubre un placer en perder el tiempo resolviendo solitarios. Se siente libre, desprendido de todo, indiferente, neutral, antisocial, al margen de la sociedad.
No obstante, pese a su soledad aún está expuesto a la ciudad misma y a la soledad de los demás. Se propone entonces ajustar su vida a un horario y actividades rigurosas con el fin de olvidar lo demás, en cierto modo como su anciano vecino, un hombre también de costumbres, pero fracasa: desea que todo desaparezca, su mirada en el espejo se ha tornado inerte, y ha acabado siendo derrotado por el tiempo. En su intención de aislarse del mundo no ha aprendido nada, salvo que la soledad e indiferencia no enseñan absolutamente nada.

## Análisis de la obra
Esta novela, fuertemente existencialista, es considerada una de las obras cumbres de la llamada «Literatura Bartleby» iniciada por Herman Melville. En este sentido, el crítico Alberto Ruiz de Samaniego considera el ascetismo del personaje emparentado al de Bartleby, quien como Benjamin o Kafka, persigue el mesianismo de forma tal que el poder surge de la debilidad y la inacción.
De acuerdo con el crítico Rubén J. Olivares, esta novela, que al utilizar una narración en segunda persona nos compromete a todos como protagonistas, oscila entre el absurdo y la tragedia, y dan cuenta del sentido que le da el autor a la vida.
Esta novela puede leerse como «una reflexión basada en un ejercicio práctico de oposición pasiva a las imposiciones de la vida tal como se supone debe ser entendida»: una serie obligaciones impuestas por la sociedad de que somos parte. En este sentido, el letargo en el que cae el protagonista no se debe a una metamorfosis, sino a la aparición de lo esencial del personaje. Sin embargo, esa vida neutra e indiferente puede culminar en la locura y en el miedo, que el joven previene decidiendo esperar, pese a que el esperar sea precisamente «recuperar el deseo de avanzar».
En los vagabundeos del joven por París, éste se dirige al museo del Louvre, donde se detiene en el retrato Le Condottière del pintor renacentista Antonello da Messina. Este cuadro es el objeto central sobre el cual gira la primera novela acabada de Perec, El Condotiero, publicada póstumamente en 2012. Para el crítico Claude Burgelin, las temáticas del tedio y la liberación en la obra proceden justamente desde aquella novela póstuma.
Para de Samaniego, esta novela, junto con Las cosas y La vida instrucciones de uso comparten una poética cercana a la de Andy Warhol, donde están presentes el voyeurismo y la «contemplación pasiva de la existencia».

## Recepción e impacto
El 12 de septiembre de 1968 se emitió una lectura de esta obra para la radio alemana Saarländischer Rundfunk, leída por Heiner Schmidt y Greti Palm sobre una versión traducida por Eugen Helmle, con quien Perec trabajó en diversos proyectos radiales.

### Versión cinematográfica
Georges Perec adaptó el texto de la novela para llevarla al cine. Dirigida por el director Bernard Queysanne, protagonizada por Jacques Spiesser y narrada por Ludmila Mikaël, la película Un homme qui dort se estrenó en Francia el 24 de abril de 1974, y fue galardonada el mismo año con el Premio Jean Vigo a mejor película.